# Moiré des fétuques
Erebia meolans
Pour les articles homonymes, voir Moiré.
Espèce
Statut de conservation UICN

 LC  : Préoccupation mineure
Le Moiré des fétuques (Erebia meolans) est un lépidoptère appartenant à la famille des Nymphalidae, à la sous-famille des Satyrinae et au genre Erebia.

## Dénomination
Erebia meolans a été nommé par Leonardo De Prunner en 1798.

## Synonymes
- Papilio meolans Prunner, 1798
- Papilio stygne Ochsenheimer, 1807
- Erebia bejarensis Chapman, 1902
- Erebia calaritas Fruhstorfer, 1918
- Erebia valesiaca Elwes, 1898[1],[2].

## Noms vernaculaires
Le Moiré des fétuques se nomme Piedmont Ringlet en anglais et Gelbbindiger Mohrenfalter en allemand.

## Description
Le Moiré  des fétuques est un petit papillon marron orné d'une bande postmédiane orange entrecoupée par les nervures et marquée d'un double ocelle noir pupillé de blanc à l'apex des antérieures et une ligne d'ocelles postdiscaux cernés d'orange à l'aile postérieure.

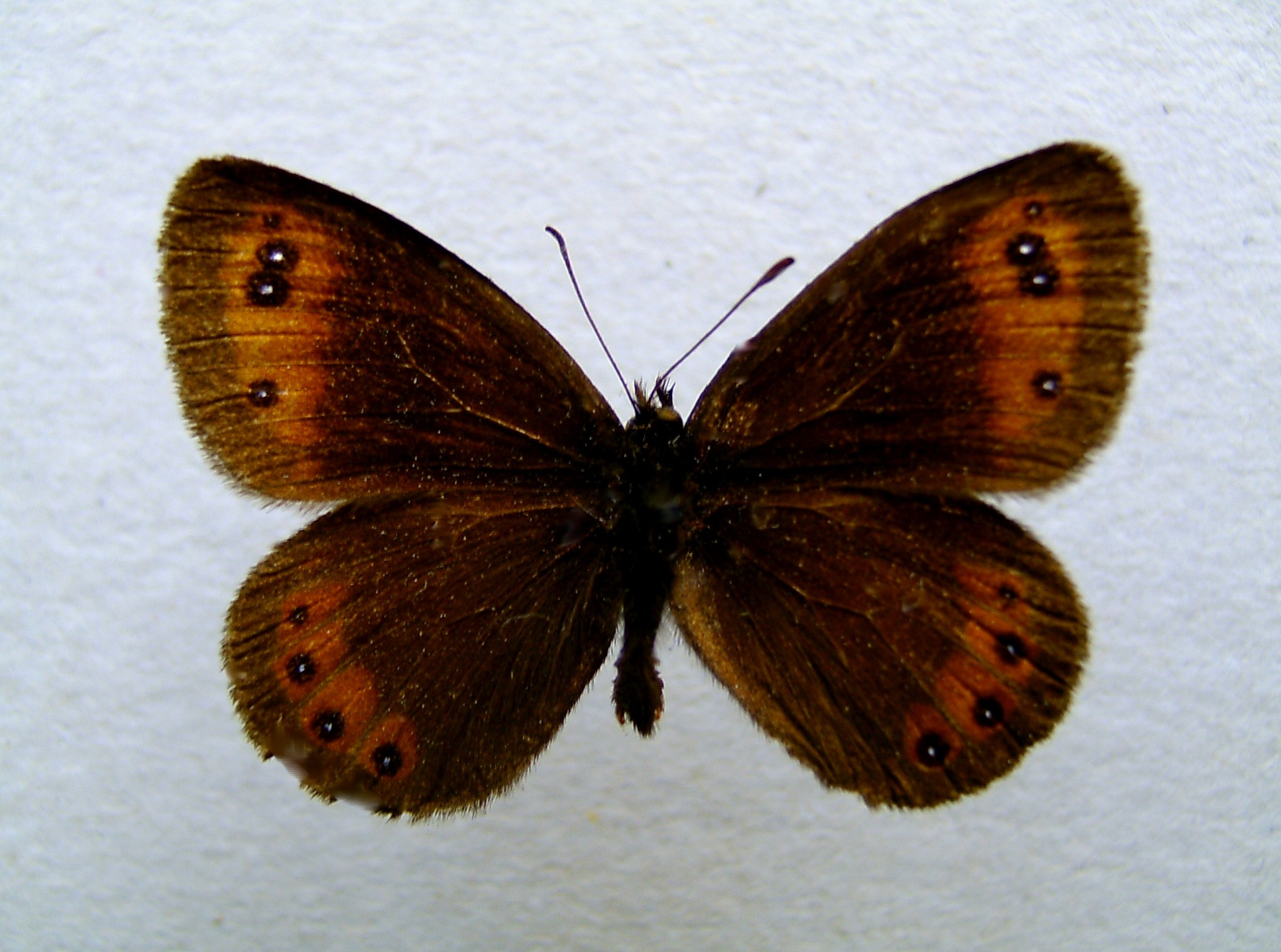
Erebia meolans

Le revers est identique.

## Biologie

### Période de vol et hivernation
Il vole de fin mai à mi-août en une seule génération.

### Plantes hôtes
Les plantes hôtes des chenilles sont diverses graminées, Agrostis capillaris, Deschampsia flexuosa, Nardus stricta  et Festuca ovina.

## Écologie et distribution
Il est présent en Europe sous forme de nombreux petits isolats, en Espagne, en Andorre, en France, et dans les Alpes en Suisse, Italie,  Autriche et Allemagne dans la forêt de Thuringe,.
En France métropolitaine il est présent des Pyrénées à l'Alsace, dans l'ensemble des départements, aussi bien du Massif Central que des Vosges et des Alpes ainsi que des départements qui les relient.

### Biotope
Il réside dans les clairières herbues fleuries.

### Protection
Pas de statut de protection particulier.

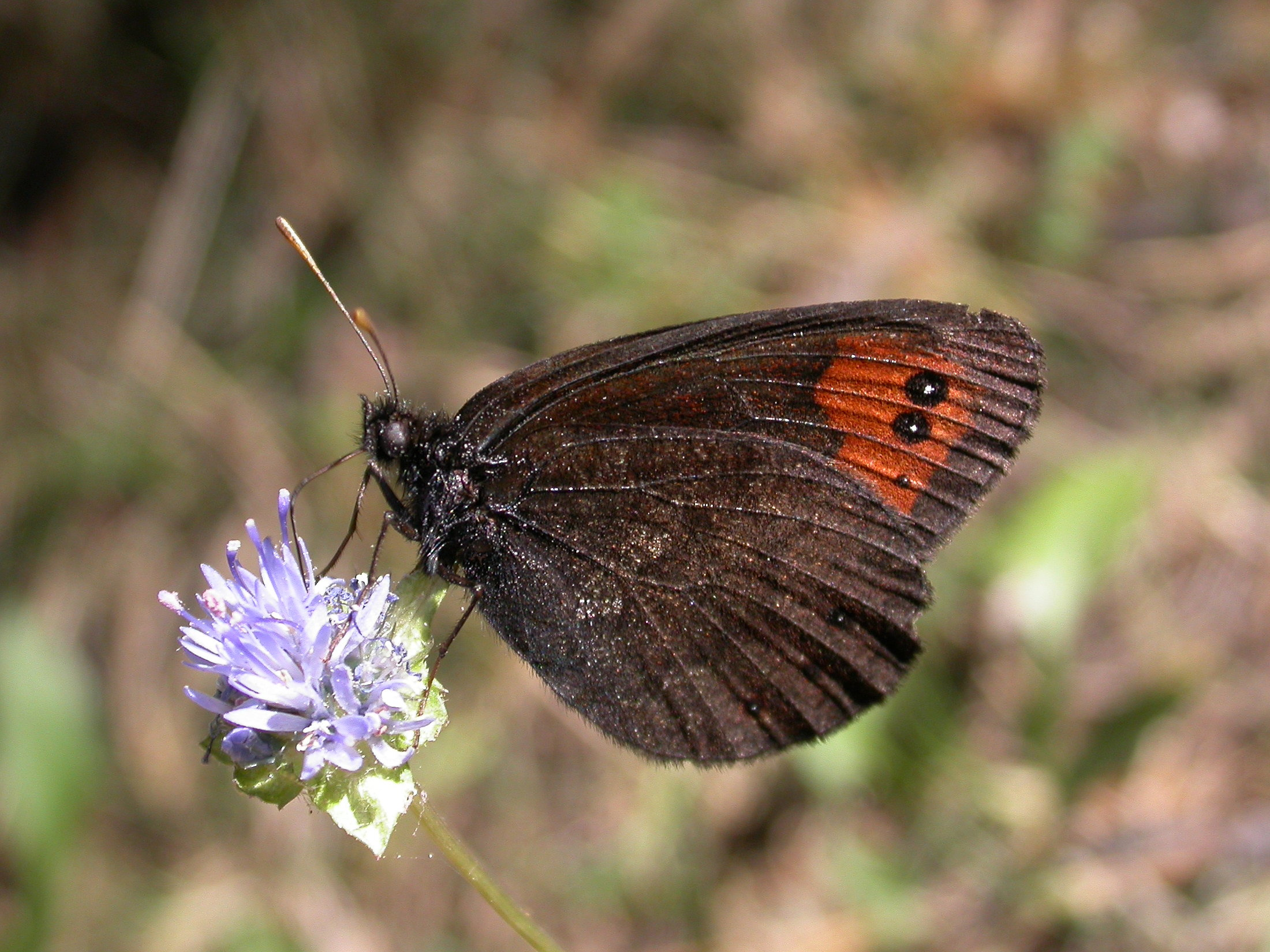
revers